# 日本鹰鸮
褐鹰鸮（学名：Ninox japonica）也称北鹰鸮或北方鹰鸮，一种中型鸮形目鸟类，隶属于鸱鸮科鹰鸮属。是一種掠食性鴞類，分布於亞洲東部和南部國家。該物種直到最近仍被認為與Ninox scutulata為同種，Ninox scutulata包含11個亞種，分布範圍類似。
目前，褐鷹鴞包括兩個亞種：遷徙型Ninox japonica japonica與非遷徙型Ninox japonica totogo。儘管被認為是日本最常見的繁殖鴞類，但對於此物種及其亞種的研究相對有限，N. j. totogo和N. j. japonica的分類亦曾引發爭議。 目前無顯著的褐鷹鴞族群減少跡象，因此其保育狀態被國際自然保護聯盟瀕危物種紅色名錄列為無危。

## 描述
Ninox japonica是一種鷹鴞類，身長約29至33 公分，翼展約60至70 公分。  目前的研究顯示該物種無性別二態，平均體重約168克。 褐鷹鴞具有類似鷹的外觀，其亞種幾乎無法區分。 該物種的背部和翅膀呈棕色，尾羽有較淺的棕色水平條紋。 頭頸、頭頂及臉部略帶灰棕色，喙上方有一小片白斑。 其眼睛為鮮明的金黃色，喙為黑色，爪為黃色。 腹部幾乎全白，帶有些許鏽色斑點，與其姊妹物種褐鷹鴞（N. scutulata）相似。 除了粒線體差異外，研究顯示Ninox japonica的亞種N. j. totogo和N. j. japonica可透過N. j. totogo的較短翼弦（214-217毫米）及較長尾羽（118毫米）來區分。 這被推測是由於N. j. totogo的遷徙性質而形成的適應。  

## 分類
鷹鴞屬包含36個物種，分布範圍涵蓋澳大利亞和大部分亞洲。該屬的某些物種因其反向性別二態和一種稱為「擁餌」（"prey holding" or "mantling"）的獨特行為而受到關注。  
Ninox japonica物種最初被認為與N. scutulata為同種，為褐鷹鴞複合體的三個物種之一，另外兩個是巧克力鷹鴞N. randi及褐鷹鴞N. scutulata。 這組鷹鴞分布於東亞、東南西伯利亞、北韓、台灣、日本及菲律賓，在2000年代初被劃分為三個獨立物種前，曾被認為有11個表現型差異明顯的亞種。 基於特殊的聲音特徵，N. japonica被分類為與N. scutulata不同的物種。 此外，褐鷹鴞也分為遷徙型亞種N. j. japonica及台灣的定居型N. j. totogo。 這兩個族群基於粒線體差異、繁殖期的些微差異及少數形態差異，如翼弦長度和尾長，被認為是不同的分類。 科學界對這兩個族群是否應視為獨立物種仍有爭議，有些人認為N. j. totogo更接近隱蔽譜系，並建議在進一步研究完成前將其視為無效分類。

## 棲地與分布
褐鷹鴞的棲地主要為低海拔落葉林，植被茂密，通常會在樹上築巢，其巢穴幾乎難以辨認。 這些鷹鴞類很少會重複使用同一築巢地點。 此外，該鳥類也曾被發現在樹木茂密的公園、花園和住宅區出現。牠們通常會在夏季棲地以南的雨林中度過冬季，偶爾會出現在混合林或針葉林中。
褐鷹鴞的地理分布包括西伯利亞及大部分的東南亞。Ninox japonica的遷徙型N. j. japonica佔據了大部分的分布範圍，而N. j. totogo則全年棲息於琉球群島和台灣。特別是越南、馬來西亞、泰國及菲律賓是N. j. japonica常見的冬季棲地，而南中國、中國中部、韓國、日本及西伯利亞則是其繁殖和夏季棲地。 N. japonica的兩個亞種偶爾會在台灣共存。

## 行為

### 食性與覓食
褐鷹鴞的主要獵物為無脊椎動物，偶爾也會捕食脊椎動物。無脊椎獵物多為昆蟲，而脊椎獵物主要是體型較小的鳥類，偶爾也會捕食蜥蜴及蝙蝠。 褐鷹鴞被描述為覓食偏好較廣泛的物種。 牠們是夜行性獵食者，會從棲息點觀察獵物，並在空中或地面上俯衝捕捉。

### 繁殖
N. j. totogo亞種的雄性褐鷹鴞早在一月就開始佔領繁殖領地，並在二月與雌鳥結為伴侶。此期間，鷹鴞伴侶通常會共同活動，並增加鳴聲次數。 這一行為通常表示鳥類的交配期，並持續至卵孵化完成。孵化期約為28天，從三月初至四月初進行。 雌性褐鷹鴞單獨承擔孵卵工作，通常會產下3至4顆蛋。 幼鳥在巢中約26天後離巢，通常在五月期間進行。遷徙型褐鷹鴞N. j. japonica通常不會在四月前佔據繁殖地點，其繁殖季節僅持續四個月，而N. j. totogo,的繁殖季節則估計長達五個月。

### 鳴聲
褐鷹鴞的鳴聲通常為一系列低沉的「霍霍」聲，此行為僅見於繁殖期間的個體。相應地，褐鷹鴞的鳴聲在遷徙或冬季棲地區域中極為少見。

## 保育狀態
目前全球範圍內並無顯示褐鷹鴞族群數量下降的趨勢，其保育狀態在IUCN紅色名錄中被列為無危。然而，目前對於其在整個地理分布範圍內的族群數量所知甚少。